# 초계 최씨
초계 최씨(草溪崔氏)는 경상남도 합천군 초계면을 본관으로 하는 한국의 성씨이다. 시조 최용궁(崔龍宮)은 전주 최씨의 시조 최순작(崔純爵)의 후손이며, 고려에서 충익재보조공신판사참찬삼중대광광록대부세자태부(忠翼戴保祚功臣 判事參贊 三重大匡光祿大夫 世子太傳)로 팔계군에 봉해졌다.

## 참고 자료
- “초계최씨(草溪崔氏)”. 뿌리를 찾아서.[깨진 링크(과거 내용 찾기)]